# Medibank International 2006 - Qualificazioni singolare maschile
Le qualificazioni del singolare maschile del Medibank International 2006 sono state un torneo di tennis preliminare per accedere alla fase finale della manifestazione. I vincitori dell'ultimo turno sono entrati di diritto nel tabellone principale. In caso di ritiro di uno o più giocatori aventi diritto a questi sono subentrati i lucky loser, ossia i giocatori che hanno perso nell'ultimo turno ma che avevano una classifica più alta rispetto agli altri partecipanti che avevano comunque perso nel turno finale.
Le qualificazioni del torneo Medibank International  2006 prevedevano 32 partecipanti di cui 4 sono entrati nel tabellone principale.

## Teste di serie
1. Andreas Seppi (Qualificato)
2. Arnaud Clément (Qualificato)
3. Ivo Karlović (Qualificato)
4. Vince Spadea (Qualificato)

1. Boris Pašanski (primo turno)
2. Juan Mónaco (ultimo turno)
3. Tomas Behrend (primo turno)
4. Guillermo García López (secondo turno)

## Qualificati
1. Andreas Seppi
2. Arnaud Clément

1. Ivo Karlović
2. Vince Spadea

## Tabellone

### Legenda
| - Q = Qualificato - WC = Wild card - LL = Lucky loser | - ALT = Alternate - SE = Special Exempt - PR = Protected Ranking | - w/o = Walkover - r = Ritirato - d = Squalificato |

### Sezione 1
|  | Primo turno       | Primo turno       | Primo turno       | Primo turno | Primo turno |  |  | Secondo turno | Secondo turno  | Secondo turno | Secondo turno | Secondo turno |   |   | Ultimo turno | Ultimo turno  | Ultimo turno | Ultimo turno | Ultimo turno |  |
|  |                   |                   |                   |             |             |  |  |               |                |               |               |               |   |   |              |               |              |              |              |  |
|  | 1                 | Andreas Seppi     | 2                 | 6           | 6           |  |  |               |                |               |               |               |   |   |              |               |              |              |              |  |
|  |                   | Justin Gimelstob  | 6                 | 2           | 4           |  |  | 1             | Andreas Seppi  | 6             | 4             | 6             |   |   |              |               |              |              |              |  |
|  | Frank Dancevic    | Frank Dancevic    | Frank Dancevic    | 7           | 6           |  |  |               | Frank Dancevic | 4             | 6             | 2             |   |   |              |               |              |              |              |  |
|  | Jean-René Lisnard | Jean-René Lisnard | Jean-René Lisnard | 5           | 2           |  |  |               |                |               |               |               |   |   | 1            | Andreas Seppi | 2            | 6            | 6            |  |
|  | Flavio Cipolla    | Flavio Cipolla    | 6                 | 4           | 7           |  |  |               |                | 6             | Juan Mónaco   | 6             | 2 | 4 |              |               |              |              |              |  |
|  | Marcos Daniel     | Marcos Daniel     | 3                 | 6           | 5           |  |  |               | Flavio Cipolla | 1             | 6             | 1             |   |   |              |               |              |              |              |  |
|  | 6                 | Juan Mónaco       | Juan Mónaco       | 6           | 6           |  |  | 6             | Juan Mónaco    | 6             | 1             | 6             |   |   |              |               |              |              |              |  |
|  |                   | Ramón Delgado     | Ramón Delgado     | 2           | 4           |  |  |               |                |               |               |               |   |   |              |               |              |              |              |  |

### Sezione 2
|  | Primo turno         | Primo turno         | Primo turno         | Primo turno | Primo turno |  |  | Secondo turno | Secondo turno  | Secondo turno | Secondo turno | Secondo turno |   |   | Ultimo turno | Ultimo turno   | Ultimo turno   | Ultimo turno | Ultimo turno |  |
|  |                     |                     |                     |             |             |  |  |               |                |               |               |               |   |   |              |                |                |              |              |  |
|  | 2                   | Arnaud Clément      | Arnaud Clément      | 6           | 6           |  |  |               |                |               |               |               |   |   |              |                |                |              |              |  |
|  |                     | Frédéric Niemeyer   | Frédéric Niemeyer   | 3           | 4           |  |  | 2             | Arnaud Clément | 4             | 6             | 6             |   |   |              |                |                |              |              |  |
|  | Stefan Koubek       | Stefan Koubek       | Stefan Koubek       | 6           | 6           |  |  |               | Stefan Koubek  | 6             | 1             | 3             |   |   |              |                |                |              |              |  |
|  | Serhij Stachovs'kyj | Serhij Stachovs'kyj | Serhij Stachovs'kyj | 2           | 3           |  |  |               |                |               |               |               |   |   | 2            | Arnaud Clément | Arnaud Clément | 6            | 6            |  |
|  | Nathan Healey       | Nathan Healey       | Nathan Healey       | 7           | 3           |  |  |               |                |               | Nathan Healey | Nathan Healey | 2 | 2 |              |                |                |              |              |  |
|  | Harel Levy          | Harel Levy          | Harel Levy          | 5           | 1r          |  |  | Nathan Healey | Nathan Healey  | Nathan Healey | 6             | 4             |   |   |              |                |                |              |              |  |
|  |                     | Sadik Kadir         | Sadik Kadir         | 6           | 6           |  |  | Sadik Kadir   | Sadik Kadir    | Sadik Kadir   | 2             | 1r            |   |   |              |                |                |              |              |  |
|  | 7                   | Tomas Behrend       | Tomas Behrend       | 2           | 4           |  |  |               |                |               |               |               |   |   |              |                |                |              |              |  |

### Sezione 3
|  | Primo turno      | Primo turno      | Primo turno    | Primo turno | Primo turno |  |  | Secondo turno    | Secondo turno    | Secondo turno    | Secondo turno | Secondo turno |    |    | Ultimo turno | Ultimo turno | Ultimo turno | Ultimo turno | Ultimo turno |  |
|  |                  |                  |                |             |             |  |  |                  |                  |                  |               |               |    |    |              |              |              |              |              |  |
|  | 3                | Ivo Karlović     | 65             | 7           | 6           |  |  |                  |                  |                  |               |               |    |    |              |              |              |              |              |  |
|  |                  | Rajeev Ram       | 7              | 62          | 4           |  |  | 3                | Ivo Karlović     | 3                | 7             | 6             |    |    |              |              |              |              |              |  |
|  | Amer Delić       | Amer Delić       | Amer Delić     | 7           | 6           |  |  |                  | Amer Delić       | 6                | 5             | 1             |    |    |              |              |              |              |              |  |
|  | Saša Tuksar      | Saša Tuksar      | Saša Tuksar    | 5           | 2           |  |  |                  |                  |                  |               |               |    |    | 3            | Ivo Karlović | Ivo Karlović | 7            | 7            |  |
|  | Fernando Vicente | Fernando Vicente | 6              | 2           | 6           |  |  |                  |                  |                  | Simon Greul   | Simon Greul   | 62 | 64 |              |              |              |              |              |  |
|  | Dick Norman      | Dick Norman      | 3              | 6           | 1           |  |  | Fernando Vicente | Fernando Vicente | Fernando Vicente | 4             | 5             |    |    |              |              |              |              |              |  |
|  |                  | Simon Greul      | Simon Greul    | 6           | 7           |  |  | Simon Greul      | Simon Greul      | Simon Greul      | 6             | 7             |    |    |              |              |              |              |              |  |
|  | 5                | Boris Pašanski   | Boris Pašanski | 3           | 6(1)        |  |  |                  |                  |                  |               |               |    |    |              |              |              |              |              |  |

### Sezione 4
|  | Primo turno   | Primo turno            | Primo turno    | Primo turno | Primo turno |  |  | Secondo turno | Secondo turno          | Secondo turno | Secondo turno | Secondo turno |   |   | Ultimo turno | Ultimo turno | Ultimo turno | Ultimo turno | Ultimo turno |  |
|  |               |                        |                |             |             |  |  |               |                        |               |               |               |   |   |              |              |              |              |              |  |
|  | 4             | Vince Spadea           | Vince Spadea   | 6           | 2           |  |  |               |                        |               |               |               |   |   |              |              |              |              |              |  |
|  |               | Kristian Pless         | Kristian Pless | 3           | 0r          |  |  | 4             | Vince Spadea           | Vince Spadea  | 6             | 6             |   |   |              |              |              |              |              |  |
|  | Noam Okun     | Noam Okun              | 3              | 6           | 6           |  |  |               | Noam Okun              | Noam Okun     | 3             | 1             |   |   |              |              |              |              |              |  |
|  | Ricardo Mello | Ricardo Mello          | 6              | 3           | 2           |  |  |               |                        |               |               |               |   |   | 4            | Vince Spadea | Vince Spadea | 6            | 6            |  |
|  | Marc Kimmich  | Marc Kimmich           | Marc Kimmich   | 6           | 6           |  |  |               |                        |               | Marc Kimmich  | Marc Kimmich  | 2 | 1 |              |              |              |              |              |  |
|  | Kevin Kim     | Kevin Kim              | Kevin Kim      | 4           | 2           |  |  |               | Marc Kimmich           | 6             | 0             | 6             |   |   |              |              |              |              |              |  |
|  | 8             | Guillermo García López | 3              | 7           | 7           |  |  | 8             | Guillermo García López | 2             | 6             | 1             |   |   |              |              |              |              |              |  |
|  |               | Adam Feeney            | 6              | 6(0)        | 63          |  |  |               |                        |               |               |               |   |   |              |              |              |              |              |  |